# Федово (Вятское сельское поселение)
Федово — деревня в Пестовском муниципальном районе Новгородской области. Входит в состав Вятского сельского поселения. Население по всероссийской переписи населения 2010 года — 10 человек (5 мужчин и 5 женщин).
Площадь территории деревни — 15,9 га. Федово находится на левом берегу реки Волдомица, в 1,5 км к северо-востоку от Вятки и в 15 км к юго-западу от Пестова.

## История
Территория на которой расположена деревня прежде была в Никольской волости Весьегонского уезда Тверской губернии. С 14 января 1929 года деревня Федово в составе Семытинского сельсовета (с центром в Семытино) Михайловского района Бежецкого округа Центрально-Промышленной области РСФСР, которая 3 июня 1929 года была переименована в Московскую область. По постановлению ЦИК и СНК СССР от 23 июля 1930 года Бежецкий округ был упразднён, а район перешёл в прямое подчинение Мособлисполкому. По постановлению Президиума ВЦИК от 12 сентября 1930 года Семытинский сельсовет перечислен в Пестовский район Ленинградской области. По Указу Президиума Верховного Совета СССР от 5 июля 1944 года Пестовский район был передан из Ленинградской области во вновь образованную Новгородскую область. Решением Пестовского райисполкома № 26 от 28 января 1955 года Федово было переведено из Семытинского сельсовета в Гуськовский сельсовет с центром в деревне Гуськи. Во время неудавшейся всесоюзной реформы по делению на сельские и промышленные районы и парторганизации, в соответствии с решениями ноябрьского (1962 года) пленума ЦК КПСС «о перестройке партийного руководства народным хозяйством» с 10 декабря 1962 года был образован, в числе прочих, крупный Пестовский сельский район на территории Дрегельского, Пестовского и Хвойнинского районов, а 1 февраля 1963 года административный Пестовский район в числе прочих был упразднён. Пленум ЦК КПСС, состоявшийся 16 ноября 1964 года восстановил прежний принцип партийного руководства народным хозяйством, после чего Указом Верховного Совета РСФСР от 12 января 1965 года сельские районы были преобразованы вновь в административные районы и решением Новгородского облисполкома № 6 от 14 января 1965 года деревня Федово вновь в составе Семытинского сельсовета Пестовского района. Решением Новгородского облисполкома № 439 от 27 августа 1965 года вновь в Гуськовский сельсовет из Семытинского сельсовета была передана деревня Федово. Решением Новгородского облисполкома № 108 от 9 марта 1971 года центр Гуськовского сельсовета был перенесён из деревни Гуськи в посёлок Вятка, а Решением Новгородского облисполкома № 187 от 5 мая 1978 года Гуськовский сельсовет был переименован в Вятский сельсовет.
С принятием Российского закона от 6 июля 1991 года «О местном самоуправлении в РСФСР» и Указом Президента РФ № 1617 от 9 октября 1993 года «О реформе представительных органов власти и органов местного самоуправления в Российской Федерации» деятельность Вятского сельского Совета была досрочно прекращена. Позднее была образована Администрация Вятского сельсовета (Вятская сельская администрация). По результатам муниципальной реформы, с 2005 года деревня входит в состав муниципального образования — Вятское сельское поселение Пестовского муниципального района (местное самоуправление), по административно-территориальному устройству подчинена администрации Вятского сельского поселения Пестовского района. В 2012 году Новгородская областная дума (постановлением № 50-5 ОД от 25.01.2012) постановила уведомить Правительство Российской Федерации об упразднении в числе прочих Вятского сельсовета Пестовского района.